# 耳根
耳根（1980年—），本名劉勇，黑龍江省牡丹江市人。中国大陆網絡小說作家，黑龙江省作家协会副主席，中国作家协会第十届全国委员会委员，签约于起点中文网。他毕业于黑龙江大学英语系。在成为专职网络作家前，曾在牡丹江市任英语教师。耳根的创作以仙侠小说为主，他凭借首作暨代表作《仙逆》在2009年成名。他的作品《我欲封天》獲得2015年的起点中文网所属的阅文集团主办的「中国原创文学风云榜」「最佳作品獎」，《一念永恒》則在2016年亦名列此榜。

## 作品
- 《天逆》
- 《仙逆》，仙侠小說，2009年起，連載於起點中文網。[3]
- 《求魔》
- 《我欲封天》[7][4]
- 《一念永恆》，後來被騰訊視頻改編成動畫[8][6]
- 《三寸人間》
- 《光陰之外》，目前連載中